# Handball-Oberliga Hamburg/Schleswig-Holstein 2011/12
Die Handball-Oberliga Hamburg/Schleswig-Holstein 2011/12 wurde unter dem Dach der Handballverbände Hamburg (HHV) und Schleswig-Holstein (HVSH) organisiert und ist die höchste Spielklasse des Verbundes. Die Oberliga – HH / SH  ist nach der Bundesliga, der 2. Bundesliga und der 3. Liga eine der vierthöchsten Spielklassen im deutschen Handball.

## Saisonverlauf
Die Handball-Oberliga Hamburg – Schleswig-Holstein 2011/12 war die zweite Ausspielung der Handball-Ligasaison.

### Modus
Es wurde eine Hin- und Rückrunde gespielt. Nach Abschluss der daraus resultierenden Spieltage stieg der Meister in die 3. Liga auf, während die letzten drei Mannschaften (Frauen zwei) in die Ligen der Landesverbände absteigen mussten. Der Modus war für Männer und Frauen gleich.

## Teilnehmer
Nicht mehr dabei waren die Auf- und Absteiger der Vorsaison. Neu hinzukamen die Absteiger (A) der 3. Liga und Aufsteiger (N) aus den Verbandsligen.

### Abschlussplatzierungen
| Männer  1. SG Flensburg-Handewitt II (A) - 2. SG Dithmarschen (A) - 3. HSV Hamburg II - 4. THW Kiel II (A) - 5. MTV Herzhorn - 6. TSV Ellerbek - 7. HSG Hohn/Elsdorf - 8. HSG Schülp/Westerrönfeld - 9. VfL Bad Schwartau II - 10 SG WIFT Neumünster - 11 FC St. Pauli (N)  12 TSV Alt Duvenstedt  13. SG Hamburg-Nord  14 TSV Hürup (N) | Frauen  1. HSG Kropp-Tetenhusen (A) - 2. TSV Altenholz (A) - 3. TSV Ellerbek - 4. HSG Holstein Kiel / Kronshagen - 5. Lauenburger SV - 6. TSV Jörl - 7. Bredstedter TSV  8. Ahrensburger TSV (R) - 9. TSV Wattenbek - 10 Lübeck 1876 (N) - 11 HSG Tarp-Wanderup  12 THW Kiel (R)  13 HSG Fockbek/Nübbel  14 SG Niendorf / Wandsetal (N) |

Handballverband Hamburg (HHV)

Handballverband Schleswig-Holstein

(A) = Absteiger aus der 3. Liga (N) = neu in der Liga (R) = Rückzug
 Meister und Aufsteiger zur 3. Liga 2012/13
 Meister (kein Aufsteiger)
- Für die Oberliga 2012/13 qualifiziert